# Lucian-Nicolae Andrușcă
Lucian-Nicolae Andrușcă (n.  ?) este un deputat român, ales în 2024 din partea POT. 